# Unión de Rugby de Buenos Aires
La fédération de rugby à XV de Buenos Aires ou Unión de Rugby de Buenos Aires, (URBA), est l’entité responsable en Argentine du rugby à XV de la ville de Buenos Aires et dont la juridiction s'étend dans un rayon de 120 kilomètres autour de la ville.
L'URBA est aussi l'équipe de rugby à XV de la province de Buenos Aires dans le championnat national de provinces organisé par l'Unión Argentina de Rugby. 
C'est la plus puissante des fédérations provinciales d'Argentine, elle fournit la moitié des joueurs de l'Équipe d'Argentine de rugby à XV. 
Elle organise aussi le Championnat de rugby à XV de l'état de la province de Buenos Aires, le plus important championnat en Argentine, qui rassemble 80 clubs de province qui jouent environ 250 matchs par semaine à tous les niveaux.
La dernière réforme de la compétition remonte à 2022 et la saison se déroule depuis 2015 selon le format suivant : le Top 13, ou Niveau 1, avec 13 équipes, la Primera A, ou Niveau 2, composé de 14 clubs, la Primera B (14 équipes) et, enfin, la Primera C (14 clubs).

## Équipe de l’État de la province de Buenos Aires
L'URBA comme équipe de rugby à XV de la province de Buenos Aires dans le championnat national des provinces, est la formation la plus forte et la plus titrée avec 30 titres provinciaux sur les 59 championnats disputés. Cette équipe a également disputé des rencontres internationales, elle a réalisé quelques performances notables : 
- En 1999, Buenos Aires 31 - 29 pays de Galles
- En 1998, Buenos Aires 36 - 22 France
- En 1997, Buenos Aires 23 - 21 Angleterre
- En 1996, Buenos Aires 29 - 26 France
- En 1993, Buenos Aires 28 - 27 Afrique du Sud
- En 1990, Buenos Aires 26 - 23 Angleterre

## Le championnat de Buenos Aires

### Détail du palmarès
Le championnat de Buenos Aires, appelé couramment Tournoi de l'URBA, est disputé par des clubs de la province depuis 1899. Les équipes les plus titrées sont le Club Atlético San Isidro (CASI) et le San Isidro Club (SIC) avec 33 et 23 titres respectivement. Voici la liste exhaustive des champions :
- 1899 : Lomas Athletic Club
- 1900 : Buenos Aires
- 1901 : Buenos Aires
- 1902 : Buenos Aires
- 1903 : Buenos Aires
- 1904 : Buenos Aires
- 1905 : Atlético del Rosario
- 1906 : Atlético del Rosario
- 1907 : Belgrano Athletic
- 1908 : Buenos Aires
- 1909 : Buenos Aires
- 1910 : Belgrano Athletic
- 1911 : GEBA
- 1912 : GEBA
- 1913 : Lomas Athletic Club
- 1914 : Belgrano Athletic
- 1915 : Buenos Aires
- 1916 : Non disputé
- 1917 : CA San Isidro
- 1918 : CA San Isidro
- 1919 : Non disputé
- 1920 : CA San Isidro
- 1921[Note 1] : CA San Isidro et Belgrano Athletic
- 1922 : CA San Isidro
- 1923 : CA San Isidro
- 1924 : CA San Isidro
- 1925 : CA San Isidro
- 1926 : CA San Isidro
- 1927 : CA San Isidro
- 1928 : CA San Isidro
- 1929 : CA San Isidro
- 1930 : CA San Isidro
- 1931 : CU Buenos Aires
- 1932 : GEBA
- 1933 : CA San Isidro
- 1934 : CA San Isidro
- 1935 : Atlético del Rosario
- 1936 : Belgrano Athletic
- 1937 : Old Georgians
- 1938 : Old Georgians
- 1939[Note 2] : Old Georgians, GEBA et San Isidro Club
- 1940[Note 1] : Belgrano Athletic et Olivos Rugby Club (es)
- 1941 : San Isidro Club
- 1942 : CU Buenos Aires
- 1943 : CA San Isidro
- 1944 : CU Buenos Aires
- 1945 : CU Buenos Aires
- 1946 : Pucará (es)
- 1947 : CU Buenos Aires
- 1948 : San Isidro Club
- 1949[Note 1] : CA San Isidro et CU Buenos Aires
- 1950[Note 1] : CU Buenos Aires et Pucará
- 1951 : CU Buenos Aires
- 1952 : CU Buenos Aires
- 1953 : Obras Sanitarias
- 1954 : CA San Isidro
- 1955 : CA San Isidro
- 1956 : CA San Isidro
- 1957 : CA San Isidro
- 1958 : Buenos Aires Cricket & Rugby
- 1959 : Buenos Aires Cricket & Rugby
- 1960 : CA San Isidro
- 1961 : CA San Isidro
- 1962 : CA San Isidro
- 1963 : Belgrano Athletic
- 1964 : CA San Isidro
- 1965 : CU Buenos Aires
- 1966 : Belgrano Athletic
- 1967[Note 1] : Belgrano Athletic et CA San Isidro
- 1968[Note 1] : Belgrano Athletic et CU Buenos Aires
- 1969 : CU Buenos Aires
- 1970[Note 1] : CU Buenos Aires et San Isidro Club
- 1971 : San Isidro Club
- 1972 : San Isidro Club
- 1973 : San Isidro Club
- 1974 : CA San Isidro
- 1975 : CA San Isidro
- 1976 : CA San Isidro
- 1977 : San Isidro Club
- 1978 : San Isidro Club
- 1979 : San Isidro Club
- 1980 : San Isidro Club
- 1981 : CA San Isidro
- 1982 : CA San Isidro
- 1983 : San Isidro Club
- 1984 : San Isidro Club
- 1985 : CA San Isidro
- 1986[Note 1] : San Isidro Club et Banco Nación
- 1987 : San Isidro Club
- 1988 : San Isidro Club
- 1989[Note 1] : Alumni et Banco Nación
- 1990 : Alumni
- 1991 : Alumni
- 1992 : Alumni
- 1993 : San Isidro Club
- 1994 : San Isidro Club
- 1995 : La Plata RC
- 1996[Note 1] : Hindú Club et Atlético del Rosario
- 1997 : San Isidro Club
- 1998 : Hindú Club
- 1999 : San Isidro Club
- 2000 : Atlético del Rosario
- 2001 : Alumni
- 2002 : San Isidro Club
- 2003 : San Isidro Club
- 2004 : San Isidro Club
- 2005 : CA San Isidro
- 2006 : Hindú Club
- 2007 : Hindú Club
- 2008 : Hindú Club
- 2009 : Hindú Club
- 2010 : San Isidro Club
- 2011 : San Isidro Club
- 2012 : Hindú Club
- 2013 : CU Buenos Aires
- 2014 : Hindú Club
- 2015 : Hindú Club
- 2016 : Belgrano Athletic
- 2017 : Hindú Club
- 2018 : Alumni
- 2019 : San Isidro Club
- 2020 : Non disputé à cause de la pandémie de Covid-19
- 2021 : CU Buenos Aires
- 2022 : Hindú Club

### Bilan
| Club                               | Titre(s) | Premier-dernier |
| ---------------------------------- | -------- | --------------- |
| Club Atlético San Isidro           | 33       | 1917-2005       |
| San Isidro Club                    | 26       | 1939-2019       |
| Club Universitario de Buenos Aires | 15       | 1931-2021       |
| Belgrano Athletic                  | 11       | 1907-2016       |
| Hindú Club                         | 11       | 1996-2022       |
| Buenos Aires FC                    | 8        | 1900-1915       |
| Alumni                             | 6        | 1989-2018       |
| Atlético del Rosario               | 5        | 1905-2000       |
| Gimnasia y Esgrima Buenos Aires    | 4        | 1911-1939       |
| Old Georgians                      | 3        | 1937-1939       |
| Pucará                             | 2        | 1946-1950       |
| Banco Nación                       | 2        | 1986-1989       |
| Buenos Aires Cricket & Rugby       | 2        | 1958-1959       |
| Lomas                              | 2        | 1899-1913       |
| La Plata R.C.                      | 1        | 1995            |
| Olivos Rugby Club (es)             | 1        | 1940            |
| Obras Sanitarias                   | 1        | 1953            |

### Détail du palmarès: tournoi de l'URBA B
| Date | Vainqueur                   | Score       | Finaliste                          |
| ---- | --------------------------- | ----------- | ---------------------------------- |
| 2004 | San Martin                  | 21 - 18     | Liceo Militar                      |
| 2005 | San Patricio                | 24 - 11     | San Carlos                         |
| 2006 | Club Universitario La Plata | 28 - 27     | San Patricio                       |
| 2007 | San Carlos                  | 18 - 15     | Mariano Moreno                     |
| 2008 | St. Brendan's               | 27 - 17     | Club Universitario La Plata        |
| 2009 | Liceo Naval                 | 16 – 15     | Hurling                            |
| 2010 | Curupaytí                   | 33 – 17     | Gimnasia y Esgrima Buenos Aires    |
| 2011 | Banco Nación                | 31 – 28     | Hurling                            |
| 2012 | Mariano Moreno              | 29 – 22     | San Carlos                         |
| 2013 | Deportiva Francesa          | 43 - 34     | Sociedad Italiana de Tiro al Segno |
| 2014 | Curupaytì                   | 21 - 20     | Los Matreros                       |
| 2015 | Delta R.C.                  | Round-robin | Centro Naval                       |
| 2016 | Italiano                    | Round-robin | Don Bosco                          |
| 2017 | -                           | -           | -                                  |
| 2018 | -                           | -           | -                                  |
| 2019 | -                           | -           | -                                  |
| 2020 | -                           | -           | -                                  |